# Symbol prvku

Takto je většinou zobrazený prvek v periodické soustavě prvků

Symbol prvku, též značka prvku je grafické znázornění prvku nebo atomu tohoto prvku v textu a ve vzorcích chemických sloučenin. Je tvořen jedním až třemi znaky latinky bez diakritiky, z nichž první (nebo jediný) znak je psán velkým písmenem, druhý a případně třetí jsou psány vždy malými písmeny.
| Číslice | Písmeno | Desítky a stovky | Jednotky |
| ------- | ------- | ---------------- | -------- |
| 0       | n       | nil              | nilium   |
| 1       | u       | un               | unium    |
| 2       | b       | bi               | bium     |
| 3       | t       | tri              | trium    |
| 4       | q       | quad             | quadium  |
| 5       | p       | pent             | pentium  |
| 6       | h       | hex              | hexium   |
| 7       | s       | sept             | septium  |
| 8       | o       | okt              | oktium   |
| 9       | e       | en               | ennium   |

Symboly jsou odvozeny od latinských názvů prvků a kodifikuje je organizace IUPAC (International Union for Pure and Applied Chemistry). U transuranů, které dosud nebyly pojmenovány, je přidělováno systematické provizorní jméno odvozené od latinských číslovek a odpovídající protonovému číslu příslušného prvku. Symbol tohoto prvku je pak odvozen od prvních písmen jednotlivých číslic. Např. prvek s protonovým číslem 119 má provizorní název Ununennium a jeho symbol je tedy Uue (viz tabulka vpravo).
Symbol prvku může být doplněn horními a dolními číselnými indexy, udávajícími dodatečné informace o vlastnostech a stavu určitého atomu (nebo skupiny atomů) prvku podle následujícího schématu:
{\displaystyle {}_{a}^{h}{}{\mbox{Xx}}{}_{p}^{n}},
kde Xx je vlastní symbol prvku. Význam jednotlivých indexů je následující:
- h – hmotové číslo (též nukleonové číslo) udává počet nukleonů v jádře tohoto atomu, odlišuje tedy jednotlivé izotopy daného prvku;
- a – atomové číslo (též protonové číslo) udává počet protonů v jádře tohoto atomu;
- n – náboj iontu udává výsledný náboj iontu vzniklého z atomu nebo skupiny atomů odevzdáním nebo přijetím elektronů, a to v násobcích elementárního náboje elektronu; je-li počet atomů různý od 1, pak se tento náboj vztahuje souhrnně k této množině atomů; znaménko plus nebo minus se píše až za číselný údaj;
- p – počet atomů v molekule nebo radikálu nebo víceatomovém iontu resp. obecně ve skupině atomů.

Např. disulfidový anion se dvěma zápornými náboji, tvořený dvěma atomy síry s atomovým číslem 16 a hmotovým číslem 32 se zapíše následujícím způsobem:
{\displaystyle {}_{16}^{32}{\mbox{S}}{}_{2}^{2-}}.
Indexy umístěné vlevo od symbolu prvku se píší pouze tehdy, chceme-li zdůraznit strukturu jádra prvku. Jedná se především o zápis jaderných reakcí, nebo při identifikaci jednotlivých izotopů daného prvku.
Pro různé izotopy jednoho prvku se používá stejný symbol, liší se jen levý horní index. Výjimku tvoří pouze vodík, jehož tři různé izotopy mají samostatné názvy a mohou být označovány zvláštními symboly, a to:
- protium, symbol ¹H;
- deuterium, symbol ²H nebo D;
- tritium, symbol ³H nebo T.